# Hippelates annulatus
Hippelates annulatus är en tvåvingeart som beskrevs av Günther Enderlein 1911. Hippelates annulatus ingår i släktet Hippelates och familjen fritflugor. Inga underarter finns listade i Catalogue of Life.